# Мерит-Птах
Мерит-Птах ("вољена бога Птаха"; око 2700. пре нове ере) је била главни лекар на фараоновом двору током друге династије.
Мерит-Птах се бавила медицином у времену када су жене у старом Египту радиле као лекари и бабице, чак су постојале и женске медицинске школе. Још једна позната жена лекар из старог Египта је Песешет. Мерит-Птах и Песешет се сматрајанијим познатим женама лекарима.
Мерит-Птах је била "главни лекар", што је записано на њеном гробу у Сакари. Ово значи да је имала високу позицију, надгледавши и обучавајући лекаре, као и да се старала о здрављу фараона.

## Наслеђе
Међународна астрономска унија је назвала Мерит Птах кратер на Венери по њој.